# Stylaster norvegicus
Stylaster norvegicus är en nässeldjursart som först beskrevs av Gunnerus 1768.  Stylaster norvegicus ingår i släktet Stylaster och familjen Stylasteridae. Arten har ej påträffats i Sverige. Inga underarter finns listade i Catalogue of Life.